# قرار مجلس الأمن التابع للأمم المتحدة رقم 1707
قرار مجلس الأمن التابع للأمم المتحدة رقم 1707، الذي تم تبنيه بالإجماع في 12 سبتمبر 2006، بعد إعادة التأكيد على جميع القرارات المتعلقة بالوضع في أفغانستان، ولا سيما القرارات 1386 (2001)، 1413 (2002)، 1444 (2002)، 1510 (2003)، 1563 (2004) و1623 (2005) و1659 (2006) والقرارين 1368 (2001) و1373 (2001) بشأن الإرهاب، مدد المجلس تفويض القوة الدولية للمساعدة الأمنية حتى منتصف أكتوبر 2007.

## القرار

### أعمال
وبموجب الفصل السابع من ميثاق الأمم المتحدة، جدد المجلس ولاية القوة الدولية للمساعدة الأمنية لمدة اثني عشر شهرًا بعد 13 أكتوبر / تشرين الأول 2006. وأُذن للدول المشاركة في القوة باستخدام جميع التدابير اللازمة للوفاء بالولاية، بينما طُلب من الدول الأعضاء الأخرى المساهمة بالأفراد والموارد للعملية.
وطُلب من القوة العمل مع الحكومة الأفغانية وعملية الحرية الدائمة والممثل الخاص للأمين العام. وأخيراً، طُلب من قيادة القوة الدولية للمساعدة الأمنية تقديم تقارير ربع سنوية عن تنفيذ ولايتها.

## روابط خارجية
- نص القرار في undocs.org